# Mitchell (Geórgia)
Mitchell é uma cidade  localizada no estado americano de Geórgia, no Condado de Glascock.

## Demografia
Segundo o censo americano de 2000, a sua população era de 173 habitantes.
Em 2006, foi estimada uma população de 186, um aumento de 13 (7.5%).

## Geografia
De acordo com o United States Census Bureau tem uma área de 3,8 km², dos quais 3,8 km² cobertos por terra e 0,0 km² cobertos por água. Mitchell localiza-se a aproximadamente 163 m acima do nível do mar.

## Localidades na vizinhança
O diagrama seguinte representa as localidades num raio de 28 km ao redor de Mitchell.